# Relais d'Arts Victoire Issembe
Le relais d'Arts Victoire Issembe (RAVI) est un centre artistique située à Libreville au Gabon,.

## Présentation
Situé dans le quartier Ambowé, derrière le Camp de Gaule, dans le premier arrondissement de Libreville, le Relais d’Art Victoire Issembé, qui a ouvert le 27 juin 2014, est le premier centre artistique de Libreville.
Le RAVI, centre multidisciplinaire, donne la possibilité à qui souhaite apprendre ou se perfectionner dans son art. De la musique à la poésie, en passant par le chant, la danse et la peinture ainsi que l’apprentissage du maniement des différents instruments.
Le centre bénéficie de personnalités telles que Me Minko Mi Nzé à la peinture, Laurianne Ekondo au chant et Chef Ella pour l’art oratoire dont les talents sont incontestés tant sur le plan national qu’international, ce centre est une organisation qui œuvre pour l’éclosion et le developpement des talents.